# Anne-Marie Körling
Anne-Marie Sigrid Ellen Körling, född 7 februari 1958, är en svensk grundskollärare och författare av i huvudsak pedagogisk litteratur.
Anne-Marie Körling är född och uppväxt i Stockholm och arbetade först med musik på bland annat Stim och musikförlag. Hon är sondotter till kompositören och barnviseförfattaren Felix Körling och har varit redaktör för flera utgivningar av hans verk.
Anne-Marie Körling är legitimerad lärare, utbildad på Stockholms universitet och på Nya Zeeland. Hon har medverkat i att ta fram kursplaner i svenska för grundskolan samt skrivit texter till Skolverkets läs- och skrivportal. 2005, två veckor efter tsunamin i Sydostasien, gjorde Anne-Marie Körling tillsammans med Johan Stenius utbildningsfilmen Barns sorg är randig i vilken bland annat Carl XVI Gustaf medverkade. Hon har också medverkat i flera andra av Utbildningsradions produktioner.
Anne-Marie Körling var 2015-2017 Sveriges läsambassadör. I samband med arbetet som läsambassadör gjorde Anne-Marie Körling en serie poddar där läsningens betydelse diskuterades med olika människor. Hon har medverkat i utformning och/eller genomförande av en mängd olika lässatsningar, så som Barnradions bokpris, Kulturrådets Väck boken! och En bok för allas utgivning I läslyftets spår.

## Priser och utmärkelser
- Svenska Akademiens svensklärarpris år 2006 [12]
- Microsofts Innovativa lärarpris 2007 [13]
- Sciras hedersdiplom år 2013 [14]
- Ingvar Lundberg-priset år 2018 [15]
- Open Minds, Freinetrörelsens demokratipris år 2019
- Eldsjälspriset från Svenska Barnboksakademin 2022[16]